# Arrondissement Calvi
Arrondissement Calvi (fr. Arrondissement de Calvi) je správní územní jednotka ležící v departementu Haute-Corse a regionu Korsika ve Francii. Člení se dále na šest kantonů a 51 obcí.

## Kantony
- Belgodère
- Calenzana
- Calvi
- La Conca-d'Oro
- Le Haut-Nebbio
- L'Île-Rousse